# Rijksweg 44

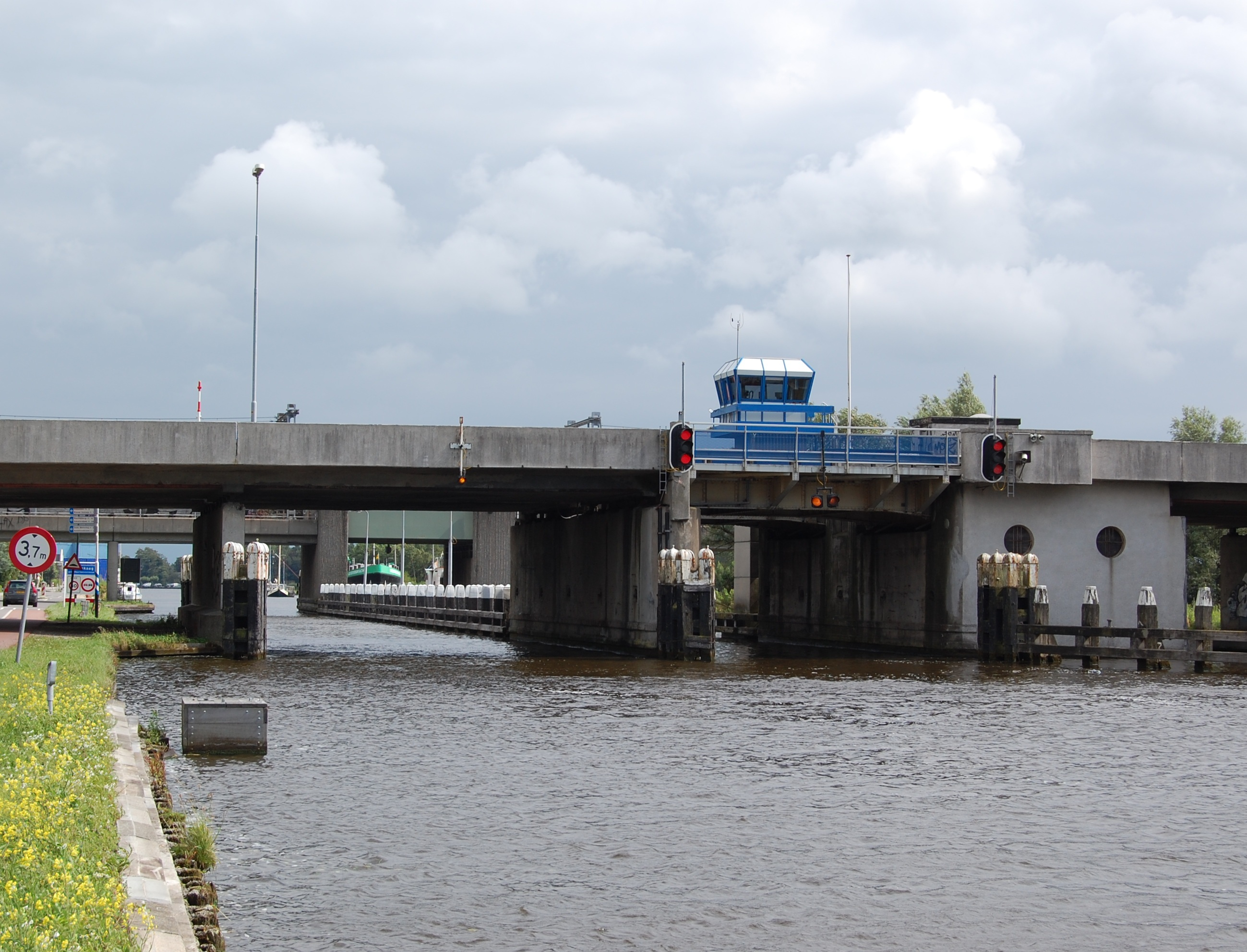
Die Brücke über den Ringvaart bei Kaag

Der Rijksweg 44 (Abkürzung: RW 44) – Kurzform: Autosnelweg 44 (Abkürzung: A44) / Autoweg 44 (Abkürzung: N44) –  ist eine niederländische Autobahn, die als Autosnelweg A44 von Burgerveen (Kreuz Burgerveen mit der A4) im Süden von Amsterdam nach Den Haag verläuft. Der Rijksweg verläuft kurz hinter Leiden weiter als Kraftfahrstraße bis ins Zentrum von Den Haag.
Im Jahr 1959 begann der Bau des Abschnitts von Burgerveen, vorbei an Leiden bis nach Den Haag. Die westlich der A4 verlaufende Autobahn wurde 1961 unter dem Namen A4a dem Verkehr übergeben. 1976 wurde die Autobahn A4a in A44 umbenannt.
2004 wurde die N44 bis ins Zentrum von Den Haag verlängert. Der Rijksweg 44 hat eine Länge von nur 28 km und dient der A4 als Entlastungsstrecke. Die größten Ortschaften entlang des Rijkswegs sind Leiden und Den Haag.
Im Gegensatz zur stark stauanfälligen A4 ist die A44 eine Autobahn mit vergleichsweise geringem Verkehrsaufkommen. Aufgrund ihres hohen Alters ist diese Autobahn auf vielen Abschnitten stark sanierungsbedürftig. Pläne hierzu existieren jedoch bisher nicht.

## Höchstgeschwindigkeiten
Vom Autobahnkreuz Burgerveen bis kurz vor Wassenaar gilt eine zulässige Höchstgeschwindigkeit von 120 km/h. Kurz vor Wassenaar wird das Tempolimit erst auf 100 km/h und später dann auf 70 km/h reduziert. Am Ortseingang von Wassenaar gilt  nur noch eine Höchstgeschwindigkeit von 50 km/h. Dazu sind am Ortseingang von Wassenaar zwei voneinander getrennte Blitzer installiert.